# Göran Ljungberg
Göran Hans Fredrik Ljungberg, född 29 januari 1928 i Uppsala, död 20 september 2024, var en svensk jurist som var lagman i Piteå tingsrätt från 1975 till 1994.
Ljungberg blev juris kandidat vid Uppsala universitet 1953. Han genomförde tingstjänstgöring 1953–1956, var fiskal vid hovrätten för Övre Norrland 1957 och tingssekreterare 1958–1959. Han var tingsdomare i Torneå domsaga 1962–1974 och rådman vid Bodens tingsrätt 1974 innan han 1975 blev lagman vid Piteå tingsrätt.
Ljungberg var son till bagarmästare Hilmer Ljungberg och hans maka Helny, född Sandberg. Han gifte sig 1960 med juris kandidat Anna Lindroth (1932–2020). Ljungberg är far till författaren Ann-Marie Ljungberg.